# 우익 테러리즘
우익 테러리즘(영어: right-wing terrorism), 극우 테러리즘(영어: far-right terrorism)은 다양한 우익 및 극우 이데올로기에 의해 동기가 부여된 테러리즘이다. 초민족주의, 신나치주의, 반공산주의, 신파시즘, 생태파시즘, 민족민족주의, 종교 민족주의, 반이민, 반유대주의, 반정부 정서, 애국 운동, 주권 시민 신념에 의해 동기가 부여될 수 있으며 때로는 낙태 반대와 동성애 혐오에 의해 동기가 부여될 수 있다. 현대 우익 테러리즘은 1970년대 서유럽에서 주로 등장했으며, 1989년 혁명과 1991년 소련 해체 이후 동유럽과 러시아에서 등장했다.
우익 테러리스트들은 정부를 전복하고 우익 정권으로 교체하는 것을 목표로 하고 있다. 이들은 그들의 행동이 궁극적으로 이러한 권위주의 정부의 설립으로 이어질 사건을 촉발할 것이라고 생각한다. 일부 예외를 제외하고 파시스트 이탈리아 (1922년~1943년)와 나치 독일로부터 영감을 받는 경우가 많지만 우익 테러리스트 그룹에는 엄격한 이념이 부족한 경우가 많다. 우익 테러리스트들은 외국 공동체의 구성원으로 간주되는 사람들을 표적으로 삼는 경향이 있지만, 좌익 단체나 개인과 같은 정치적 반대자들을 표적으로 삼을 수도 있다. 우익 테러리스트에 의해 자행되는 공격은 단순히 사람을 죽이려는 개인이나 집단에 의해 자행되는 무차별적인 공격이 아니다. 이러한 공격의 대상은 신중하게 선택된다. 이러한 공격의 대상은 커뮤니티 전체를 대상으로 하는 경우가 많기 때문에 개인으로서 대상이 되는 것이 아니라, 외부적이고 열등하며 위협적인 것으로 간주되는 그룹의 대표이기 때문에 대상이 된다.
경제평화연구소 분석에 따르면 2010년부터 극우 테러 사건이 급증해 2014년부터 2018년까지 320% 증가했다.

## 같이 보기
- 대안우파
- 에코테러리즘
- 민족 분쟁
- 극좌
- 극우
- 정치 폭력
- 종교적 폭력
- 국수주의